# Coeranoscincus frontalis
Coeranoscincus frontalis (змієзубий сцинк безногий) — вид сцинкоподібних ящірок родини сцинкових (Scincidae). Ендемік Австралії.

## Поширення і екологія
Безногі змієзубі сцинки мешкають в прибережних районах на північному заході Квінсленду, від Палуми на північ до Великого Плато, а також на горі Елліот поблизу міста Таунсвілл. Вони живуть у вологих тропічних лісах Квінесленду, серед хмизу і гнилої деревнини.